# Station Annappes
Station Annappes is een spoorwegstation in de Franse gemeente Villeneuve-d'Ascq.

## Treindienst
| Serie         | Treinsoort      | Route                               | Bijzonderheden |
| ------------- | --------------- | ----------------------------------- | -------------- |
| P 81 IC 19900 | TER (SNCF/NMBS) | Lille-Flandres – Baisieux – Doornik |                |